# Municipio de Atolinga
El municipio de Atolinga es uno de los 58 municipios del estado mexicano de Zacatecas. Su cabecera es la localidad de Atolinga.

## Toponimia
El nombre Atolinga se interpreta como una derivación de la expresión náhuatl que significa «lugar donde baja el agua», «lugar de juncias o espadañas» o tular de agua. El Diccionario Náhuatl señala que el vocablo tolin se traduce como «Espadaña que vulgarmente llamamos Tulle».

## Fundación
En el año 1561 el territorio que hoy ocupa Atolinga, fue denunciado ante la Real Audiencia de Guadalajara por Francisco Sernosa, y 10 años después éste a Juan Fernández Jaraquemada. El sitio se componía de 4 mercedes:
Un sitio de ganado mayor, Atolinga, un sitio de ganado mayor, Los Cerritos, una caballería de tierra, El Salto, y una caballería de tierra, Acatepulco.
Después de la conquista, los españoles que se asentaron en la zona pertenecían principalmente a familias de apellidos Leyva, Isais, Covarrubias, Castañeda y Bugarín. La Congregación de Atolinga se efectuó el 19 de enero de 1814 formando el primer ayuntamiento y alcaldes en base a la Constitución Política de la Monarquía Española. Como primer alcalde fue don Antonio Ermenegildo Castañeda y como segundo alcalde, don Bruno Castañeda.

## Geografía
Atolinga se encuentra en el sur del estado y abarca una extensión territorial aproximada de 282 km². Limita al norte con el estado de Jalisco y el municipio de Tlaltenango de Sánchez Román; al este con el municipio de Tlaltenango de Sánchez Román; al sur con los municipios de municipio de Tlaltenango de Sánchez Román, Tepechitlán y el estado de Jalisco; al oeste con el estado de Jalisco.
La localidad de Atolinga, cabecera del municipio, se encuentra en la ubicación 21°48′28″N 103°27′47″O / 21.80778, -103.46306, a una altura aproximada de 2.135 m s. n. m.
Según la clasificación climática de Köppen, el clima de Atolinga corresponde a la categoría Cwb, (oceánico de montaña con invierno seco y verano suave).

## Demografía
La población total del municipio de Atolinga es de 2 mil 277 habitantes, lo que representa un decrecimiento promedio de -1.7% anual en el período 2010-2020 sobre la base de los 2692 habitantes registrados en el censo anterior. En 2020 la densidad del municipio era de 8,097 hab/km².
| Gráfica de evolución demográfica de Municipio de Atolinga entre 2000 y 2020 |
|                                                                             |
| Fuente: Instituto Nacional de Estadística Geografía e Informática           |

En 2010 estaba clasificado como un municipio de grado bajo de vulnerabilidad social, con el 11.13% de su población en estado de pobreza extrema.
La población del municipio está mayoritariamente alfabetizada (9.14% de personas analfabetas al 2010), con un grado de escolarización algo superior a los 5.5 años. Sólo el 0.22% de la población se reconoce como indígena.
El 97.96% de la población profesa la religión católica. El 0.52% adhiere a las iglesias protestantes, evangélicas y bíblicas.

### Localidades
Según el censo de 2010, la población del municipio se distribuía entre 26 localidades, de las cuales sólo la cabecera superaba los 500 habitantes.
La evolución entre los censos de 2010 y 2020 fue:
| Localidad                     | Población 2010 | Población 2020 |
| Total Municipio               | 2692           | 2277           |
| Atolinga (Cabecera municipal) | 1601           | 1446           |

## Economía
Según los datos relevados en 2010, 369 personas desarrollaban su actividad en el sector primario (agricultura, ganadería, aprovechamiento forestal, pesca y caza). En segundo lugar, 75 personas estaban ocupadas en el comercio minorista. Estos sectores concentraban prácticamente la mitad de la población económicamente activa del municipio, que ese año era de 892 personas.
Según el número de unidades activas relevadas en 2019, los sectores más dinámicos son el comercio minorista, la prestación de servicios de alojamiento temporal y de preparación de alimentos y bebidas, y en menor medida la prestación de servicios generales no gubernamentales.

## Educación y salud
En 2010 el municipio contaba con escuelas preescolares, primarias, secundarias y una escuela de educación media (colegio de bachilleres). Contaba con dos unidades destinadas a la atención de la salud, con un total de cuatro personas como personal médico.

El 40.7% de la población, (mil 111 personas), no había completado la educación básica, carencia social conocida como rezago educativo. El 35.5%, ( 971 personas), carecía de acceso a servicios de salud.

## Sitios de interés
En el municipio existen algunos puntos de atractivo cultural o de esparcimiento. Entre ellos:
- Templo de San Cayetano
- Obelisco del jardín municipal
- Presidencia Municipal
- Parque Recreativo Los Pinitos
- Cascadas Salto Grande, Cerrito Pelón, Adobes, Ojo Agua de Bugarín y Ciénega
- Monte del molino y de Anacasquilco